# Gabriele Schuchter
Gabriele Schuchter (* 2. März 1956 in Salzburg) ist eine österreichische Film- und Theaterschauspielerin.

## Ausbildung
Nach ihrer Matura am Musischen Gymnasium Salzburg studierte sie an der Universität Mozarteum Salzburg Klavier und Violoncello und wechselte dann an die Wiener Musikhochschule, wo sie weiter Violoncello studierte und ein zusätzliches Gesangsstudium aufnahm. Außerdem war Schuchter Studentin am Max-Reinhardt-Seminar.

## Karriere
Sie begann ihre Karriere als Ensemblemitglied des Burgtheaters, für das sie sieben Jahre lang tätig war. Im Anschluss war sie längere Zeit freiwillige Helferin bei Mutter Teresa in Indien. Später arbeitete sie als freie Schauspielerin und trat mehrfach bei den Salzburger Festspielen auf. Außerdem war sie am Theater in der Josefstadt und am Landestheater Salzburg tätig. Seit 1987 übernimmt sie Rollen im Volkstheater Wien.

## Theater
- Polly in Bertolt Brechts Die Dreigroschenoper
- Salome Pockerl in Johann Nepomuk Nestroys Der Talisman
- Christine in Zur schönen Aussicht
- Erna Hader in Blickwechsel von Susanne F. Wolf
- Frau Fischer in Einen Jux will er sich machen

## Filmografie (Auswahl)
- 1977: Der Einstand (Fernsehfilm)
- 1977: Die Emmingers (Fernsehserie)
- 1980–1985 / 1993: Familie Merian (Fernsehserie)[2]
- 1985: Der Leihopa: Mensch ärgere dich nicht (Fernsehserie)
- 1982: Tatort – Mordkommando (Fernsehreihe)
- 1985: Eine Heimkehrergeschichte (Fernsehfilm)
- 1988: Der jüngste Tag (Fernsehfilm)[3]
- 2000: Der Verschwender (Fernsehfilm)
- 2001: Die Klavierspielerin (Kinofilm) als Cellistin
- 2004: Der Bauer als Millionär (Fernsehfilm)
- 2009: Der Bockerer (Fernsehfilm)
- 2011: Das Glück dieser Erde (Fernsehserie)[4]

## Familie
Gabriele Schuchter ist die Tochter des Dirigenten und Pianisten Gilbert Schuchter. Sie ist mit dem römisch-katholischen Theologen und Judaisten Bernhard Dolna verheiratet und hat vier Kinder, darunter Maria Dolna-Schuchter und Gabriel Dolna-Schuchter. Ihr Bruder war der 2001 tödlich verunglückte Schauspieler Georg Schuchter.